# Microcos mildbraedii
Microcos mildbraedii är en malvaväxtart som beskrevs av Karl Ewald Maximilian Burret. Microcos mildbraedii ingår i släktet Microcos och familjen malvaväxter. Inga underarter finns listade i Catalogue of Life.